# Селецкий, Михаил Васильевич
Селецкий Михаил Васильевич (20.02.1807, Салтыкова Девица, Черниговская губ. ― 11.12.1869, Москва) ― полтавский и курский вице-губернатор, камер-юнкер, действительный статский советник.

## Биография
Из малороссийского дворянского рода Селецких, внесённого в VI ч. ДРК Черниговской губернии и происходившего из казачества Войска Запорожского. Сын коллежского советника Василия Лаврентьева Селецкого, племянника тайного советника И. Я. Селецкого, и Елизаветы Михайловны, урождённой княжны Долгоруковой, сестры мемуариста, тайного советника князя И. М. Долгорукова.
Родился в родовом имении отца — с. Салтыкова Девица, Черниговского уезда. Первоначальное образование получил домашнее. В свои детские годы (1807―1817) вместе с семьей неоднократно упоминается в мемуарах родного дяди, князя И. М. Долгорукова. Князь подробно описывает обстоятельства венчания родителей М. В. Селецкого, счастливый брак своей сестры, сметливость и очарование Михаила, особо отмечает обстоятельность, хозяйственность и благородство своего зятя В. Л. Селецкого, в малороссийских имениях которого дважды (1810, 1817) гостил с семьей. Михаил был единственным ребёнком в семье Селецких.
С 30 августа (11 сентября) 1821 принят, по экзамену, своекоштным студентом юридического ф-та Харьковского университета. Окончил университет со степенью кандидата и правами на чин X класса; в 1824 в университетской типографии напечатана его диссертация «О переменах в управлении народа римского» (Харьков: В Унив. типографии, 1824). Профессор и преподаватель французского языка Н. Н. Паки де Совиньи в 3-м томе своего учебника по грамматике французского языка «Cours grammatique, théorètique et pratique la Syntaxe française ou construction grammaticale omée d’exemples et de thèmes pour réunir la théorie a pratique à I’usage de la jeunesse Russe» (Харьков, 1824) упоминает М. В. Селецкого среди студентов, отличавшихся на его лекциях литературы французской и латинской: «они очень заслуживают также, чтобы я оказал должную им справедливость, сделав известным их вкус и дарования. Это… студенты, приносящие себе честь и по другим частям, как по математике, медицине, юриспруденции, истории, ботанике, философии, химии и пр.»
Определён в службу, по ведомству М-ва внутренних дел, чиновником канцелярии московского гражданского губернатора Г. М. Безобразова с утверждением в чине коллежского секретаря 15 (27) апреля 1826. Во время эпидемии холеры 1830―1831 в Москве, по приглашению Г. М. Безобразова, принял на себя звание «вспомоществующего» в устройстве и надзоре за Московским домом призрения бедных на 200 человек и открытую при нём больницу на 20 коек, устроенного в доме графа Дм. Н. Шереметева, на ул. Воздвиженке, открытого 17 (29) октября 1830 под попечительством бывшего московского гражданского губернатора Г. М. Безобразова и его товарища (заместителя), председателя 2-го департамента Московской палаты уголовного суда, статского советника Павла Михайловича Балка.
После смерти отца в 1831, оставшись единственным наследником родового малороссийского имения, перевёлся на службу в Чернигов, чиновником канцелярии малороссийского военного губернатора, управляющего и гражданской частью в Черниговской и Полтавской губерниях, ген.-адъютанта, генерала от кавалерии кн. Н. Г. Репнина. В 1832 пожалован в чин титулярного советника. Был в отставке с 1838 по 1841 год. Затем служил по выборам дворянства: с января 1841 по май 1843 ― предводитель дворянства Богуславского уезда Киевской губернии.
С той должности назначен полтавским вице-губернатором 26 мая (7 июня) 1843; с оставлением в должности пожалован в звание камер-юнкера Двора Его Величества 9 (21) декабря 1843; указом от 17 (29) октября 1845 пожалован орденом Святой Анны 2 степени «в награду отличного усердия его по службе и деятельности, начальством засвидетельствованных»; указом от 27 апреля (9 мая) 1846 пожалован, за выслугу лет, из надворных ― в коллежские советники, со старшинством с 12 (24) июля 1845; награждён знаком отличия беспорочной службы за «XV» лет 22 августа (3 сентября) 1848. В той же ― Полтавской губернии, в должности предводителя дворянства Пирятинского уезда, с 1839 по 1853 год служил М. В. Селецкого двоюродный брат ― отставной гвардейской конной артиллерии генерал-майор, георгиевский кавалер Дмитрий Петрович Селецкий.
С той должности назначен курским вице-губернатором 19 сентября (1 октября) 1848, с оставлением в придворном звании; 21 февраля (5 марта) 1851 производится, за выслугу лет, в статские советники, со старшинством с 16 (28) июля 1849 и с оставлением в придворном звании; производится, за отличие по службе, в действительные статские советники 7 (19) сентября 1854, с отчислением от придворного звания; по прошению, уволен от службы 14 (26) мая 1857.
По должности полтавского (1843―1848) и курского (1848―1857) вице-губернаторов на время вакаций должности губернского начальника (полтавского ― с октября 1843 по июнь 1845; курского ― с октября 1850 по май 1851) и в периоды отпусков или болезней гражданских губернаторов тех губерний правил их должность; по тем должностям возглавлял или состоял попечителем различных губернских учреждений. Среди курских вице-губернаторов, занимавших должность с её введения в 1838 по 1917 год, состоял в ней дольше всех.
Помещик родового имения, в конце XVIII в. отошедшего, по разделу между братьями Василием и Петром Лаврентьевыми Селецкими, к отцу М. В. Селецкого, состоящего: в дер. Ковали, Богуславского (позднее Каневского) уезда, Киевской губернии, в коем, по 8-й ревизии — 1834, за ним 295 ревизских душ муж. пола; в Черниговском и Нежинском уездах Черниговской губернии. Наиболее крупным было имение в дачах местечка Салтыкова Девица (Девица тож) (сёла Жуковка, Куликовка, Авдеевка, Ковчина и хутор Пенязовский) Черниговского уезда, в нём прошло детство М. В. Селецкого. Имение находилось на левом берегу р. Десны, при четырёх озёрах (Кривое, Чертовха, Девица и Речица), по дороге из Чернигова в Нежин; в том имении, по 8-й ревизии ― 1834, М. В. Селецкий владел 498 крестьянами и дворовыми обоего пола, господским домом с четырьмя флигелями и дворовыми постройками, вторым господским домом с дворовыми постройками, валовой мельницей, двумя ветряными мельницами, маслобойней, кирпичным и винокуренным (при хуторе Пенязовском) заводами, хлебным магазином, двумя трактирами, торговыми лавками, перевозом, шинковыми домами, в одном их которых находилась почтовая станция, и пр.; в том же имении «у помещика Селецкого обрабатывается американского табаку, лучшего в губернии, до 500 пудов (честь г-ну Селецкому, что он не остановился мелочными соображениями торговли и усилил свою плантацию американского табаку до 500 пудов)»; хозяйство вели управляющие, также имение сдавалось в арендное и подрядное владение и приносило 3000 руб. годового дохода серебром. В нежинском имении: селах Хибаловке (на рч. Вересочи), Вересочи (там же), Дроздовке (при лесах и болоте Близнеце) и хуторе Завересоцком — М. В. Селецкий, по 8-й ревизии, владел 297 крестьянами обоего пола; в том имении были водяная мукомольная мельница, сукновальня, господский и шинковый дома, и пр.; имение приносило 400 руб. годового дохода серебром. За долги перед С.-Петербургским опекунским советом Императорского Воспитательного дома и по векселям, данным М. В. Селецким ещё в бытность «несовершеннолетним», черниговское и нежинское его имение дважды описывалось и представлялось к публичной продаже, однако, неизменно снималось с торгов по выплате М. В. Селецким должных сумм.
Умер в Москве от водянки на 63 году жизни. Отпет в церкви святых Космы и Дамиана в Шубине. Погребён местным причтом 14 (26) декабря 1869 на кладбище Донского монастыря; 12 (24) декабря 1869 получено от поручика Михаила Селецкого (сына) за могильное место в 4-м разряде для погребения тела 12 декабря умершего действительного статского советника Михаила Васильевича Селецкого 30 рублей. В «Московском некрополе» показан без дат.

## Награды
- Звание камер-юнкера (1843)
- Орден Святой Анны 2-й степени (1845)
- Знак беспорочной службы за «XV» лет (1848)

## Происхождение
Согласно дворянской традиции, своё происхождение Селецкие выводили от неких выезжих представителей польской шляхты герба Корчак, в середине XVI в. поселившихся на Левобережной Украине. Впоследствии двоюродный племянник М. В. Селецкого ― тайный советник П. Д. Селецкий, «продлил» происхождение рода к полководцам правителя гуннов Аттилы.
Родоначальник рода ― казак Василий Семёнов сын Селецкий (?―07.1714), сотник Девицкий (1694; 1711―1714), войсковой товарищ Нежинского полка (1699, 1708); в 1701 межевал земли Киева с Кирилловским монастырем. Помещик: с. Ди(ы)рчина Городнянского полка (1694); земель по р. Вересочи при с. Хибаловке Нежинского полка (1699, 1703); с. Бакаевки, на р. Удай, Нежинского полка (дан ему подтверждающий универсал гетмана Скоропадского от 10.12.1708); земель по р. Удай под с. Томашевкой Нежинского полка (дан ему гетманский универсал от 29.03.1711); земель по речкам Титанце и Вересочи (дан ему гетманский универсал от 15.06.1812); с. Юсковцы Лубенского полка (дан ему подтверждающий универсал гетмана Скоропадского на владение селом от 20.01.1713) и др.; составил духовное завещание 1 (12) июля 1714. Был женат на Елене (?―03.1717). Овдовев, Елена Селецкая с детьми 01.08.1714, 02.08.1714 и 20.01.1715 подучила подтверждающие гетманские универсалы на владения мужа и освобождение от повинностей; по завещанию мужа, получила с младшими сыновьями земли в селах и деревнях Девицкой сотни: Салтыковой Девице, Куликовке, Жуковке, Дроздовке, Хибаловке и др. В браке имела шесть сыновей: Якова, Степана, Семёна, Михаила, Иосифа, Ивана ― и двух дочерей: Ефросинию и Прасковью; составила духовное завещание 6 (17) марта 1717.
Потомки Василия Селецкого так же служили сотниками Девицкими: сын Яков ― с 1717 по 1754; внуки: Лаврентий ― с 1754 по 1764; Иван ― с 1764 по 1767. От старшего сына Якова, участника Персидского похода (1722―1723), военных действий в Южном Прикаспии (1724―1732), Войны за польское наследство (1733―1735) и Русско-турецкой войны (1735―1739), ведётся линия М. В. Селецкого.
К концу XVIII в. Селецкие стали крупными помещиками Черниговского наместничества, чему способствовали удачные браки: Л. Я. Селецкий женился на Ульяне Семёновне Лизогуб, правнучке гетмана В. Л. Кочубея и гетмана И. И. Скоропадского, которая принесла за собой несколько сёл Черниговского уезда: Слабин, Шестовица, Золотинка, Ладинка, Яновка, Друцкое; И. Я. Селецкий женился на Марье Даниловне Апостол, правнучке гетмана Д. П. Апостола, которая принесла за собой два села Сосницкого уезда ― Жуклю и Шаболтасовку.

## Семья
- Дед ― статский советник и кавалер Лаврентий Яковлевич Селецкий (10.08.1732―16.07.1789, Чернигов, Елецкий м-рь), старший брат тайного советника, новороссийского губернатора И. Я. Селецкого. В службе с 1752 войсковым канцеляристом Нежинского полка; с 1754 по 1764 ― сотник Девицкий; с 1764 ― судья земский Нежинского повета, избран депутатом в Комиссии о сочинении проекта нового уложения (1767)[31] от шляхетства Нежинского и Батуринского поветов[32] Малороссийской губернии, виновник разгрома и предания суду сторонников восстановления института гетманства в тех поветах; с 1768 ― подкоморий Нежинского повета, в следующем году назначен малороссийским почт-директором. Должность малороссийского (киевского) почт-директора была введена одновременно с учреждением Киевского почтамта[33] при второй Малороссийской коллегии (7.06.1765) с центром в г. Киеве. Одновременно киевским почтовым служащим поручалось поддерживать связь с военными почтальонами в армии ген.-фельдмаршала кн. П. А. Румянцева. Первым малороссийским почт-директором (1765―1769) был назначен Лейб-кирасирского полка майор Яков Михайлович Скоропадский. По сообщениям главного командира малороссийских полков, запорожских казаков и Украинской дивизии, малороссийского генерал-губернатора и президента Малороссийской коллегии, графа П. А. Румянцева, знавшего Л. Я. Селецкого лично, в начале 80-х гг. XVIII в. в Украине существовало две почты: ординарная (государственная) Киевская ― учрежденная им в 1765 для перевозки писем по Украине и общения с окружающими губерниями, и Глуховская ― для перевозки курьеров и др. пассажиров по введенному бывшими гетманами обычаю.[34] Эти почты содержались за счет Малороссийской казны и проходили по главному московскому тракту от Глухова до Киева. В 1781 был учрежден непосредственно Малороссийский почтамт в Чернигове, которому подчинялись все почтовые учреждения Левобережной Украины и пограничный почтамт в Ольвиополе; 7 (18) января 1782 Малороссийский почтамт был подчинен Почтовому департаменту Коллегии иностранных дел. К тому же времени относятся сведения, что после окончательного разделения Гетманщины на три наместничества: Киевское, Новгород-Северское и Черниговское ― начался активный «ремонт» путей сообщения и улучшение почтовой связи (1779―1783).[35] Для сообщений с заграничными государствами с 1779 по Чёрному морю перевозилась почта на легких парусных судах из Херсона в Константинополь, а также из Одессы в Турцию и Персию. В Турцию через Ольвиополь и Бендеры в 1781, а с 1782 г. ― через Измаил, отправлялась почта и по шоссейной дороги; из княжеств Молдавии и Валахии почта в С.-Петербург доставлялась курьерами через Киев. Для ускорения прохождения почты из Киева в С.-Петербург указом от 2 (13) ноября 1781 предписывалось отправлять её через Чернигов, Могилёв, Полоцк, Псков. Тракт из Киева в Москву оставался с количеством лошадей «по мере надобности»[36]. После окончательного закрепления Крыма за Россией (1783), учреждения Екатеринославской, Херсонской, Таврической губерний, с началом интенсивного заселения причерноморских владений, украинская почтовая линия вышла по значению на одно из первых мест Российской империи. Л. Я. Селецкий служил в должности киевского (малороссийского) почт-директора двадцать лет ― с 1769 по 1789 год: коллежский асессор (15.05.1769), надворный советник (11.12.1775), коллежский советник (28.06.1782), орд. Св. Владимира 4-й ст. (22.09.1786), статский советник (21.04.1787); кроме чинов и орденов, за труды по должности малороссийского почт-директора был пожалован от Екатерины II бриллиантовым перстнем и позолоченным дорожным чайным сервизом, передаваемом, по наследству, к старшему в роде, в потомстве Л. Я. Селецкого. За ним в Брезинском уезде Черниговского н-ва было обоего пола свыше 2 тысяч душ крестьян (1786). Жена ― Ульяна Васильевна, рождённая Лизогуб (4.03.1740―11.02.1814, Чернигов, Елецкий м-рь), дочь бунчукового товарища Василия Семёновича Лизогуба и Марфы Васильевны, рождённой Кочубей, дочери полтавского полковника и двоюродной сестры канцлера Российской империи В. П. Кочубея, помещица с. Слабин, с. Шестовица, с. Золотинка, с. Ладинка, с. Яновка и с. Друцкие Нежинского повета; в браке имела трёх сыновей: Петра, Василия и Якова ― и трёх дочерей: Марфу, Елену и Елизавету. Вместе с сыном ― Василием, и внуком ― М. В. Селецким, упоминается в мемуарах кн. И. М. Долгорукова.
- Отец ― коллежский советник Василий Лаврентьевич Селецкий (10.1765―20.02.1831, Салтыкова Девица), помещик Киевской и Черниговской губерний. В службу записан в 1775 солдатом лейб-гвардии Преображенского полка; получив «отпускной билет» для окончания наук, в 1780 учился «в пансионе Ивана Масона» в С.-Петербурге. Одно из лучших столичных частных учебных заведений того времени ― мужской пансион Массоне́ (И. Я. Массона), находился на Петербургской стороне, близ Тучкова моста, в доме Массона, под № 2, что «на левой руке». Был открыт осенью 1778[37] преподавателем Артиллерийского и инженерного шляхетного кадетского корпуса в С.-Петербурге Иваном Яковлевичем Массоном (1740[38]―1804) старшим (он же Пётр Массон де Шанвилльё), которому покровительствовали Г. А. Потёмкин и П. А. Зубов: уроженец Швейцарии, приехал в Россию в 1776 и был принят учителем французского языка в АИШКК; из преподавателей АИШКК пожалован в чин прапорщика фурштата при АИШКК 4 (15) апреля 1782; произведён в премьер-майоры 6 (17) декабря 1789 и подполковники 2 (13) ноября 1793 Украинского легкоконного полка сверх комплекта, с прикомандированием в АИШКК на вакансию инспектора над классами корпуса[39]; участник нескольких военных кампаний, кавалер орд. Св. Владимира 4-й ст.; по неизвестным причинам, в декабре 1796 выслан из России вместе с младшим братом Шарлем Массоном де Бламоном (он же Шарль Франсуа Филибер Массон де Бламон), служившим секретарем великого князя Александра Павловича (Александра I)[40]; в 1798 дозволено ему возвратиться в Россию и в том же году принят вновь учителем французского языка АИШКК с чином коллежского асессора (?); служил преподавателем АИШШК (в 1800 преобразованного во 2-й Кадетский корпус) с 1798 по 1804 год, и, одновременно, с 1799 по 1804 ― преподавателем Сухопутного шляхетного кадетского корпуса (в 1800 преобразованного в 1-й Кадетский корпус в С.-Петербурге); пожалован надворным советником 8 (19) апреля 1799; умер в 1804.[41] В пансионе Массона преподавали русский, немецкий и французский языки, историю, географию, арифметику, геометрию, рисование, танцы и музыку; воспитанникам пансиона дозволялось посещать лекции и в самом АИШКК. Пансион Массона упоминается в мемуарах бывших воспитанников: войскового атамана Войска Донского, ген.-лейтенанта Андреяна Карповича Денисова (1763―1841); обер-провиантмейстера в ранге премьер-майора Александра Семёновича Пишчевича (1764―1820); ген.-адъютанта, графа Е. Ф. Комаровского и др.; в пансионе учился и троюродный брат В. Л. Селецкого, будущий канцлер Российской империи В. П. Кочубей. В. Л. Селецкий из сержантов лейб-гвардии выпущен в капитаны Украинской дивизии 1 (12) января 1782; из капитанов произведён кригс-цалмейстером в ранге премьер-майора при Украинской дивизии в Киеве 17 (28) сентября 1787; произведён кригс-комиссаром в ранге подполковника при обер-кригс-комиссарской комиссии Соединённой армии в Соколах 3 (14) декабря 1792; с 1788 по 1796 служил при обер-кригс- и обер-штер-кригс-комиссарских комиссиях Украинской дивизии и Соединённой армии в местечках Крюкове[42], Соколах[43], Полонном[44] и Деражне[45]; управляющий обер-кригс-комиссарской комиссией в Соколах (1792―1793), заместитель управляющего обер-штер-кригс-комиссарской комиссией в Полонном (1794) и Деражне (1795); командующим войсками на юге Украины с 10 (21) ноября 1792 по 11 (22) августа 1794 был А. В. Суворов. С 1796 по 1805 год В. Л. Селецкий был в отставке, и, по воспоминаниям кн. И. М. Долгорукова, занимался хозяйством своих имений. Уладив и приведя в порядок расстроенные дела и финансы, в том же ― 1805, по обоюдному согласию, женился в Москве на младшей сестре Долгорукова. Возвратившись с женой в Малороссию, служил по выборам дворянства: черниговский поветовый маршал дворянства (1806―1807); коллежский советник с 1811, за ним, в имении Салтыковой Девице ― 1100 душ крестьян обоего пола; по выборам дворянства, высочайше утверждён в должности судьи 2-го департамента (по гражданским делам) Черниговского генерального суда с 1 (13) июня 1821[46] по 2 (14) августа 1822[47]; после смерти супруги в январе 1822 года, по прошению, вышел в отставку, по болезни «за припадками», и больше в службу не вступал. В браке имел единственного сына Михаила.
- Мать ― коллежская советница Елизавета Михайловна, урождённая княжна Долгорукова (12.12.1766―11.01.1822[48], Киево-Печерская лавра), поэтесса конца XVIII ― нач. XIX в., младшая и любимая сестра мемуариста и драматурга, тайного советника Ивана Михайловича Долгорукова. Образование получила домашнее наравне с братом. В номерах 86 и 93 журнала «Иппокрена» за 1799 год она под своим авторством опубликовала три стихотворения[49]: «Стихи, писанные в жестокой и опасной болезни», «Элегия на кончину любезной сестры графини А. М. Ефимовской. 1798 года, окт. 29 дня», «Эпитафия» ― посвященные событиям в её жизни и размышлениям о бренности бытия. Ряд произведений остались в рукописях. В том же журнале в этот период активно печатался и сам кн. И. М. Долгоруков, в том числе в том же № 93. По-видимому, публикации сестры состоялись при его содействии, или с его ведома. С 24 сентября (6 октября) 1805 вышла замуж за кригс-комиссара, отставного подполковника В. Л. Селецкого. Венчались в Москве, в церкви Крестовоздвиженской, что на Пометном вражке. В браке имела единственного сына Михаила.

М. В. Селецкий был женат дважды.
- Первая жена ― девица Надежда Адамовна Проскурня[50], дочь отставного майора Ольвиопольского гусарского полка Адама Проскурни: из гефрейт-капралов лейб-гвардии Конного полка выпущен подпоручиком Павлоградского легкоконного полка 1 (12) января 1796; на 15.03.1797 состоял за штатом подпоручиком по кавалерии; определён в Ольвиопольский гусарский полк; из штабс-ротмистров на вакансию ротмистром 20 августа (1 сентября) 1802; по прошению, уволен от службы 18 (30) декабря 1803, с чином майора и мундиром; помещик с. Василявщины, Васильковского повета, Киевской губ.; жена ― Мария Артемьевна, помещица местечка (села) Соколки, на рчк. Красной, и хутора Шумейкова, Кобелякского уезда, Полтавской губ.
- Сын от 1-го брака ― Михаил Михайлович Селецкий (15.08.1832, д. Ковали —?), отставной поручик Рижского драгунского Её Императорского Высочества великой княгини Екатерины Михайловны полка. Участник Крымской войны и обороны Севастополя, принимал участие в сражениях на р. Чёрной и Федюхинских высотах. Окончил курс Курской мужской гимназии и был зачислен своекоштным студентом юридического ф-та Харьковского университета 20 февраля (3 марта) 1852; университетского курса не окончил, выбыл в следующем году, вступив в военную службу унтер-офицером с 16 (28) февраля 1854.; юнкером 19 (31) марта 1854; прапорщиком 9 (21) сентября 1855; из прапорщиков на вакансию поручиком 15 (27) октября 1857; после выхода в отставку 20 февраля (3 марта) 1860 служил в Черниговской губернии по выборам дворянства, ведомствам М-ва юстиции, М-ва финансов и М-ва внутренних дел: мировой посредник Черниговского уезда (29.03.1862―27.06.1872), старший помощник акцизного надзирателя Черниговской губ. (1.07.1862―24.03.1864), предводитель дворянства Черниговского уезда (1869―1871,1872―1875), почётный мировой судья Черниговского уезда (1872―1891). Жена ― Александра Григорьевна (8.11.1836―26.11.1883, Аскольдова могила, Киев). Дети: коллежский секретарь Александр, воспитанник Петровской сельскохозяйственной академии, земский начальник 3-го участка Черниговского уезда и губернии; Лидия, Надежда.
- Вторая жена ― Ольга Александровна.
- Сын от 2-го брака ― Виктор[51] Михайлович Селецкий (9.11.1837, Чернигов ―?), титулярный советник[52], член Черниговской межевой палаты от дворянства (1864―1868). Жена ― девица Мария Лукинична Липская, дочь полтавского помещика, капитана Луки Григорьевича Липского[53] и Елены Андреевны, урождённой Коробко.[54] Помещик с. Салтыкова Девица. Вместе с супругой в 1863 году активно содействовал переводу упразднённой церкви во имя архистратига Михаила, построенной в XVIII в. в Салтыковой Девице иждивением его предка, сотника Девицкого Василия Селецкого, для основания кладбищенской деревянной церкви в селе Плоском, Нежинского уезда, взамен сгоревшей[55]. Храм архистратига Михаила в Салтыковой Девице был построен в 1728 иждивением сотника Василия Селецкого по благословению архиепископа Киевского и Галицкого Варлаама (Вонатовича)[56]; позднее при храме работала школа, была пахатная земля, сенокос и роща; не ясно, кто из сотников (В. С. Селецкий, В. Л. Селецкий) имеется в виду. Дети: Михаил (06.1867―15.11.1914), действительный статский советник, вице-губернатор Люблинской губернии (1907―1914), покончил жизнь самоубийством от неразделённой любви; Екатерина.
- Сын от 2-го брака ― Николай Михайлович Селецкий (7.05.1839, Салтыкова Девица ― 1909), статский советник, предводитель дворянства Каневского и Черкасского уездов. Окончил курс Императорского училища правоведения 13 (25) мая 1859, с правами на чин X класса; определён на службу в ведомство М-ва юстиции и откомандирован для занятий в Сенат. Служил младшим и старшим помощником секретарей отделений разных департаментов Сената (1859―1863), советником Черниговской палаты уголовного суда (1863―1866), товарищем Черниговской палаты гражданского суда (1866―1869), состоял при Департаменте М-ва юстиции с 1 мая по 9 июня 1869, товарищ председателя Уфимской палаты уголовного и гражданского суда с 9 июня 1869 по 6 сентября 1870, вновь причислен к Департаменту М-ва юстиции с 6 сентября 1870; по выборам дворянства каневский (1873―1889) и черкасский (1889―1891) уездный предводитель дворянства Киевской губ.; коллежский секретарь (13.05.1859), титулярный советник (13.05.1862), коллежский асессор (13.05.1865), надворный советник (13.05.1869), коллежский советник (13.05.1873), статский советник (13.05.1877); орд. Св. Станислава 2-й ст. (26.11.1875), Св. Владимира 4-й ст. (30.08.1888). Жена (брак 18.07.1862 в С.-Петербурге[57]) ― девица Ольга Трофимовна Тарасова, дочь медико-хирурга, ординатора 1-го военно-сухопутного госпиталя, статского советника Трофима Климентьевича Тарасова (1808―1893), автора и редактора «Энциклопедического медицинского лексикона», издававшегося в 1840-х. Племянница тайного советника Д. К. Тарасова. Дети: Александр, губернский секретарь; после окончания университетского курса с 18 (30) января 1895 определён в службу по ведомству М-ва государственных имуществ и земледелия, и. д. помощника делопроизводителя Управления земледелия и государственных имуществ Киевской и Подольской губерний.[58]
- Двоюродный племянник ― мемуарист, тайный советник, гофмейстер П. Д. Селецкий, вице-губернатор Киевской губернии с 1858 по 1866 (тогда же ― член совета Киевского института благородных девиц по хозяйственной части), затем киевский губернский предводитель дворянства.